# Annelie Nilsson
Annelie Nilsson (14 de junho de 1971) é uma ex-futebolista profissional sueca que atuava como goleira.

## Carreira
Annelie Nilsson fez parte do elenco da Seleção Sueca de Futebol Feminino, nas Olimpíadas de 1996. 